# Паламар Ангелина Омелянівна
Паламар Ангелина Омелянівна (псевдо «Орися»; 16 серпня 1924, с. Шешори, Косівський район — 15 січня 2025) — зв'язкова та розвідниця Української повстанської армії під час Другої світової війни, багатолітня ув'язнена радянських таборів, довгожителька.

## Життєпис
Народилася 16 серпня 1924 року в карпатському селі Шешори (нині Косівський район). Померла 15 січня 2025 року у віці 100 років.
Під час Другої світової війни територія, де мешкала Ангелина, опинилася в зоні бойових дій між угорськими та радянськими військами, внаслідок чого згорів її будинок. Згодом співробітники НКВС розстріляли її батька Омеляна та брата Кароля. Після цих подій вона залишилася з матір'ю.
У 15-річному віці Ангелина приєдналася до Української повстанської армії (УПА), склавши присягу на вірність Україні у селі Голови Івано-Франківської області (тодішньої Станіславської). Виконувала обов'язки зв'язкової під псевдонімом «Орися». З часом дала це ім'я своїй доньці.
Протягом служби в УПА вона мала виконувати агітаційну місію на сході України, однак через переслідування радянських сил реалізувати цей план не вдалося. Ангелина тривалий час переховувалася в місцевих мешканців, які часто змушені були відмовляти їй у притулку через загрозу депортації.
Останнім прихистком став будинок учительки в селі Нижній Березів, де Ангелина прожила одне літо, допомагаючи по господарству. Внаслідок доносу її місце перебування було виявлене. Під час втечі через ліс зазнала обстрілу, однак уникнула поранень.
Через два роки її здали енкаведистам, які катували дівчину та вислали у Сибір. За відданість Україні зазнала переслідувань більшовицького режиму, пройшовши через жорстокі катівні. Чотирнадцять років відбувала покарання в суворих умовах Сибіру. Проте нелюдські тортури, допити та важка праця на засланні не зламали незламну волю Ангелини.

### Нагородження
За дорученням начальника Головного управління розвідки Кирила Буданова, 100-річній Ангелині Паламар на псевдо «Орися» вручили відзнаку ГУР МО — медаль «Україна понад усе!».

Нагородження А. Паламар